# Black Mountain College

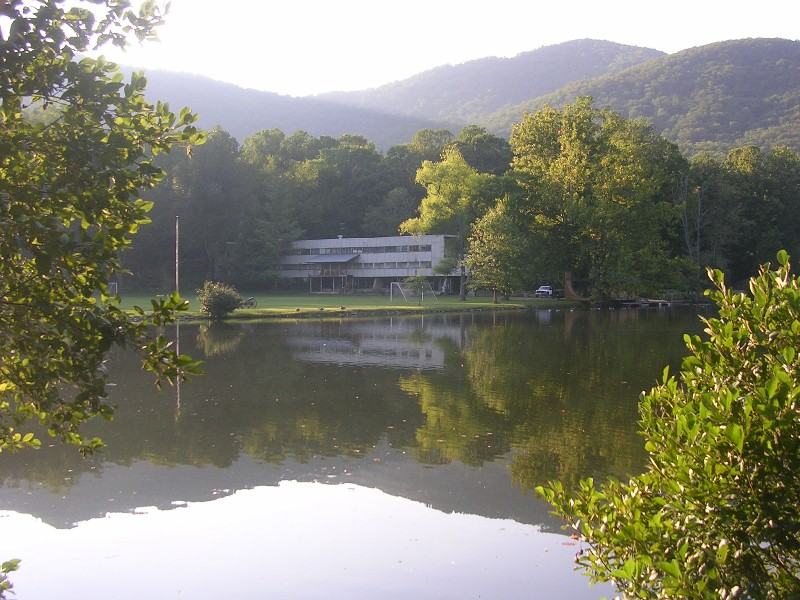
Edifici principal del Black Mountain College, actualment ocupat pel Camp Rockmont

El Black Mountain College va ser una universitat fundada el 1933 prop a d'Asheville (Carolina del Nord). El College utilitzava un nou sistema als Estats Units en el qual, l'estudi de l'art era el nucli de l'educació. Així mateix, els principis de John Dewey també van tenir un paper important en el sistema de la universitat. Malgrat la fama que va assolir durant la seva existència, la universitat va ser tancada després de 24 anys, el 1957.

## Història
El BMC va ser fundat el 1933 per John Andrew Rice, Theodore Dreier i d'altres membres de la facultat del Rollins College. Black Mountain va ser creada com una universitat experimental que oferia una educació interdisciplinària, el que va atreure diversos artistes, poetes i dissenyadors que es van convertir en professors del College.
Operant en una àrea rural relativament aïllada i amb un baix pressupost, el BMC inculcava un esperit col·laboratiu i informal i durant la seva existència va atreure molts professors distingits. Per exemple, Richard Buckminster Fuller, al costat de l'estudiant Kenneth Snelson, va desenvolupar la primera cúpula geodèsica al pati posterior del campus. Així mateix, Merce Cunningham va fundar la seva companyia de dansa a la universitat.
Durant els seus primers vuit anys d'existència, la universitat utilitzava els edificis del YMCA Blue Ridge Assembly al sud de Black Mountain (Carolina del Nord). El 1941, la universitat es va traslladar a les seves pròpies instal·lacions construïdes al costat del llac Eden i va romandre allà fins a la seva clausura el 1956. Posteriorment, la propietat va ser venuda i convertida en un campament d'estiu per a nens cristians (Camp Rockmont). Així mateix, els terrenys van albergar el Black Mountain Festival i el Lake Eden Arts Festival. Alguns dels edificis encara continuen fent-se servir com residencies i instal·lacions administratives.

## Professors
Alguns dels professors famosos que van ensenyar al BMC van ser: 
- Josef Albers
- John Cage
- Harry Callahan
- Robert Creeley
- Merce Cunningham
- Max Dehn
- Willem de Kooning
- Richard Buckminster Fuller
- Walter Gropius
- Lou Harrison
- Franz Kline
- Jacob Lawrence
- Richard Lippold
- Charles Olson
- Aaron Siskind
- Theodoros Stamos
- Jack Tworkov
- Robert Motherwell